# 双向合同
双向合約（英语：two-way contract，2W）是一种职业体育合約，其中规定运动员的工资取决于分配运动员参加的联赛。双向合約与单向合約相反，单向合約规定无论运动员被分配到哪里进行比赛，都会支付同样的薪水。

## 北美職業體育聯賽

### 国家冰球联盟（NHL）
双向合約对于有志于在国家冰球联盟（NHL）打球的职业冰球运动员来说是很常见的。任何第一次进入NHL的冰球运动员都会与NHL球队签订一份入门级的双向合約，规定如果被分配到NHL球队打球，他将获得较高的薪水，但如果被分配到美国冰球联盟（AHL）或欧洲冰球联盟（ECHL）等小联盟的球队打球，他将获得较低的薪水。

### 美国国家篮球协会（NBA）
从2017-18赛季开始，美国国家篮球协会增加了NBA球队与NBA G联盟下属球队之间的双向合同。与NHL不同的是，这些合同并不是提供给每一个有抱负的NBA球员，而是只提供给球队希望 "留用 "的未选拔球员，而不必签下全职合同。每支NBA球队每个赛季最多可以拥有两名双向合同球员，他们通常被认为是花名册上的 "第16人和第17人"，除去G联赛赛季开始和结束前后的时间，持双向合同的球员最多可以在NBA待45天，而其余时间则在G联赛度过，2017-18赛季，球员在G联赛期间的收入为7.5万美元，如果他们在NBA花名册上度过最多45天，收入大概为20.4万美元。双向合同制度有利于那些不想在海外打职业篮球的年轻未入选球员，以及那些认为组织对他们的投资有利于他们发展的球员。一些球员经纪人对这一制度表示担忧，因为双向球员以比一般G联赛球员更高的薪水换取保障就业，他们放弃了被任何一支NBA球队从G联赛征召的自由，可能有一支球队有意与球员签订10天合同，最终可能比双向合同更早获得NBA全职球员的名额。

### 美国职业棒球大联盟（MLB）
在棒球比赛中，球员可以获得一份分割合同。这种合同根据球员是在大联盟还是小联盟，支付给球员不同的薪水。